# DC Shoes
A DC Shoes é uma empresa americana especializada em calçados para esportes radicais, bem como camisas, jeans, bonés e jaquetas. A empresa foi fundada em 1994 por Ken Block e Damon Way, e sua sede é em Vista, Califórnia. DC originalmente significava "Droors Clothing", mas desde a venda da Droors Clothing (que não existe mais), a DC não tem ligações com Droors e é simplesmente DC Shoes.
Em 9 de março de 2004, a DC Shoes foi comprada pela Quiksilver por $81 milhões de dólares.
Em setembro de 2010 a DC lançou um vídeo de anúncio com o nome de Ken Block's Gymkhana THREE, Part 2; Ultimate Playground; l'Autodrome, France, que foi considerado uma das dez melhores campanhas de vídeo de 2010. Alcançou 3,5 milhões de visualizações em três dias e tem hoje mais de 28 milhões de visualizações.